# Prévost
Prévost – miasto w Kanadzie, w prowincji Quebec.